# BIFA
Lodě typu BIFA jsou motorové osobní lodě německé výroby, které byly stavěny v letech 1977–1988 a provozovány v Německé demokratické republice, Československu a jejich následnických státech. Vyráběly se ve třech velikostních variantách označovaných římskými čísly I (délka 28,5 m), II (délka 32,5 m) a III (délka 39,5 m). Celkem 58 lodí typu I a III (z toho 45 pro domácí trh a 13 pro ČSSR) postavila v letech 1977–1988 loděnice Berlín, dvě lodě typu II postavila v letech 1978–1979 loděnice VEB Elbewerft Boizenburg.

## Parametry
Všechny tři typy mají celkovou šířkou 5,1 m a boční výšku 1,35 metru, délka se liší podle typu (I: 28,5 m, II: 32,5 m, III: 39,5 m). Typy I a II mají ponor 0,9 m, typ III má ponor 1,1 m.
Hlavní paluba je uzavřený a v zimě vytápěný prostor vybavený místy k sezení, barem a rautovými stoly. V zázemí se nachází lodní kuchyně. Kapacita typů I a II je 124 osob, typu III je 164 osob.
Loď pohání 1 motor typu 6 VD 14,5 výrobce Motorenwerk Schönebeck o spotřebě 5,5 litrů nafty za hodinu a dieselový agregát se spotřebou 4,5 litru nafty za hodinu plavby. Maximální rychlost plavby u typů I a II je 17 km/hod, u typu III je 20 km/h. Obsluhu a provoz plavidla zajišťuje čtyřčlenná posádka tvořená jedním kapitánem, jedním strojníkem a jedním lodníkem[zdroj?] nebo jedním kapitánem a dvěma lodníky.[zdroj?]

## Lodě typu Bifa v Praze
- Krátké:[zdroj?] Labe
- Střední:[zdroj?] Andante (EVD), Bohemia (EVD), Calypso (původně Libuše, EVD), Klára, Lužnice, Porto (EVD), Slapy
- Dlouhé:[zdroj?] všechny dodané v roce 1983; Praha (EVD), Natal (původně Berounka, EVD), Hamburg (původně Pionýr), Slapy, Valencia (EVD)

## Lodě typu Bifa na Moravě
Poseidon (Lodní doprava Vranov)
Většina plavidel tohoto typu byla v průběhu devadesátých let kompletně zrekonstruována a modernizována za účelem využití jako plovoucí lodní restaurace.[zdroj?] U čtyř lodí byla navýšena kapacita míst díky prodloužení lodi ve střední části trupu o 8,5 m.[zdroj?]